# Parafia św. Stanisława Biskupa i Męczennika w Sromowcach Wyżnych
Parafia św. Stanisława Biskupa i Męczennika w Sromowcach Wyżnych – rzymskokatolicka parafia znajdująca się w archidiecezji krakowskiej, w dekanacie Niedzica, w Polsce.

## Historia
Parafia została erygowana w 1327, lecz w późniejszym okresie zanikła. Pierwsze informacje o istniejącym w Sromowcach Wyżnych kościele pochodzą z roku 1614 lub 1634. Po nim istniało tu jeszcze kilka drewnianych świątyń katolickich. W 1875 zbudowano pierwszy kościół murowany. W XIX w. Sromowce Wyżne należały do parafii Wszystkich Świętych w Krościenku nad Dunajcem, a następnie do parafii św. Mikołaja w Maniowach, jednak w Sromowcach Wyżnych zawsze rezydował osobny kapłan. Ponownie usamodzielnienie parafii w Sromowcach Wyżnych nastąpiło w 1943.
W 1982 wyburzono dawną świątynię i w ciągu dwóch lat wybudowano nową, którą 23 maja 1992 konsekrował arcybiskup krakowski kard. Franciszek Macharski.
5 kwietnia 2020 r. podczas niedzielnego nabożeństwa w kościele należącym do parafii miała miejsce interwencja policji w związku z naruszeniem przez miejscowych wiernych i duchowieństwo narodowej kwarantanny, wprowadzonej przez polski rząd na skutek globalnej pandemii koronawirusa SARS-CoV-2. Ówczesne regulacje przeciwepidemiczne ograniczały maksymalną liczbę uczestników zgromadzeń publicznych i uroczystości religijnych do 5 osób, natomiast w świątyni zgromadziło się ponad 60 wiernych. Policja pouczyła duchownego, jednak w związku z poważnym naruszeniem dopuszczalnych norm skierowała sprawę do sanepidu. Ten zaś za niezastosowanie się do obowiązujących obostrzeń sanitarnych ukarał proboszcza karą administracyjną w wysokości 10 tys. zł. Sprawa była szeroko komentowana w ogólnopolskich środkach masowego przekazu.